# Ягодова любов
Ягодова любов (на турски: Çilek Kokusu, в най-близък превод Аромат на ягоди или Мирис на ягоди) е турски сериал, премиерно излъчен през 2015 г. Адаптация е на южнокорейският сериал „Наследници“.

## Излъчване
| Сезон | Епизоди | Начало на сезона | Край на сезона  | Всички епизоди | ТВ сезон | ТВ канал | Дата и час          |
| ----- | ------- | ---------------- | --------------- | -------------- | -------- | -------- | ------------------- |
| 1     | 23      | 24 юни 2015      | 27 ноември 2015 | 1 – 23         | 2015     | Star TV  | сряда/петък (20:00) |

## Излъчване в България
| Сезон | Епизоди | Начало на сезона   | Край на сезона    | Всички епизоди | ТВ сезон       | ТВ канал | Дата и час                 |
| ----- | ------- | ------------------ | ----------------- | -------------- | -------------- | -------- | -------------------------- |
| 1     | 36      | 4 декември 2019 г. | 28 януари 2020 г. | 1 – 36         | 2019 – 2020 г. | bTV      | всеки делничен ден (13:30) |

## Сюжет
Аслъ работи в сладкарница, но след инцидент при който се сблъсква с разглезения богаташ Бурак я уволняват. Приятелката ѝ Гонджа ѝ предлага да заминат заедно в Бодрум, където да работят през лятото. Същевременно Бурак е наказан от баща си заради поредната си грешка и е принуден да прекара лятото не в Америка с гаджето си Чаала, а да работи в семейния хотел в Бодрум заедно с братовчед си Волкан.

## Актьорски състав
- Демет Йоздемир – Аслъ Кочер-Мазхароолу
- Юсуф Чим – Бурак Мазхароолу
- Мине Тугай – Елчин Тегджан - Мазхароолу
- Махир Гюнширай – Нихат Мазхароолу
- Мурат Башоолу – Синан Мазхароолу
- Лачин Джейлян – Селда Мазхароолу
- Екин Мерт Даймаз – Волкан Мазхароолу
- Уур Демирпехливан – Емел Кочер
- Гьозде Кая – Чаала Генч
- Анъл Челик – Ердем
- Зейнеп Тууче Баят – Гонджа
- Утку Атеш – Баръш
- Идил Сивритепе – Еда Мазхароолу
- Джансу Мелис Каракуш – Дениз
- Айбюке Сойдан – Джансу
- Аслъ Айбарс – Башак Кескин
- Бора Дженгиз – Гани

## В България
В България сериалът започва на 4 декември 2019 г. по bTV и завършва на 28 януари 2020 г. Дублажът е на студио Медиа Линк. Ролите се озвучават от Таня Димитрова, Татяна Захова, Георги Георгиев-Гого, Александър Воронов и Илиян Пенев.
На 26 август започва повторно излъчване по bTV Lady, като епизодите са с продължителност 45 минути и завършва на 10 ноември. На 10 октомври 2021 г. започва ново повторение и завършва на 12 декември.